# 米倉龍也
米倉 龍也（よねくら りゅうや、1885年（明治18年）8月6日 - 1980年（昭和55年）10月24日）は、日本の政治家。衆議院議員、参議院議員。

## 経歴
長野県南安曇郡烏川村（現安曇野市）出身。旧制松本中学（長野県松本深志高等学校）を経て、盛岡高等農林学校卒業。在学中に「平民新聞」を愛読し、河上肇の著作に感銘を受け、産業組合運動に強い関心を持つ。1907年に卒業後は千葉県農業会技師から1916年南安曇郡北部農業学校（長野県穂高商業高等学校）校長となり、烏川信用購買組合創立に参加し、理事となる。1920年から長野県農商課産業組合理事、1925年に長野県信連主事となり、昭和初期の金融恐慌に緊急貸し出しで手腕を発揮し、県下各地の産業組合や農協の充実に奔走し、各農業団体の最高責任者を歴任する。1941年会長。1946年長野県農業会長、1950年長野県教育指導連会長を歴任し、1949年長野県農協中央会発足とともに初代会長に就任。
1946年の第22回衆議院議員総選挙、1947年の第1回参議院議員通常選挙にそれぞれ立候補し、各1期務める。1950年執行の県知事選挙では、現職の林虎雄に敗れ落選したが、「竜虎相打つ」と謳われた。
1964年から翌年まで全国農業協同組合中央会会長。1969年に長野県農協中央会を引退し、同顧問。長野県農村文化協会理事長。1956年藍綬褒章、1964年勲三等旭日中綬章を受章する。
1980年10月24日、死去した。95歳没。同年11月4日、特旨をもって位四級を追陞され、死没日付をもって従四位に叙され、銀杯一個を賜った。